# ماري بانكروفت
ماري بانكروفت (بالإنجليزية: Mary Bancroft)‏ (29 أكتوبر 1903 - 10 يناير 1997)؛ روائية أمريكية.